# Egy léha nőcske története
Egy léha nőcske története (egyszerűsített kínai: 李娃传; hagyományos kínai: 李娃傳; pinjin: Li Wa zhuan) egy Po Hszing-csien (Bo Xingjian) által írt elbeszélés.

## Cselekmény
|  | Alább a cselekmény részletei következnek! |

Történetünk a 8. század közepén játszódik, a Tien-pao (Tianbao) időszakban. Csangcsou (Changzhou) kormányzója húsz év körüli fiának megígéri, hogy finanszírozza tanulmányait két évig, hogy nyugodtan tudjon készülni az államvizsgákra. A fiatal azonban beleszeret egy csangani (chang'ani) kurtizánba, Libe, és a tanulmányait hátrahagyva összeköltözik vele, majd minden pénzét elmulatja. Li édesanyja nyomására csellel megszabadul a fiútól, aki belebetegedik a szakításba, és pénzszűkében egy temetkezési vállalkozónál kezd el dolgozni. Munkája során megtanulja énekelni a siratódalokat, és idővel már búcsúztatóként is foglalkoztatják. Mikor édesapja tudomást szerez arról, hogy fia eltékozolta a pénzt és elhanyagolta a tanulást, kiviszi a mezőre, félholtra veri és kitagadja. Mikor visszajut a városba, jajveszékelésére figyelmes lesz Li, aki megsajnálja, befogadja, ápolja sebeit és pénzéből könyveket vesz neki. Az ifjú három év tanulás után leteszi a vizsgát, majd egy másikat is. Kinevezik Csengtu (Chengdu)ba, ahol a Hadsereg Felügyelője lesz. Li úgy érzi, törlesztette adósságát a fiú felé, ezért elbúcsúzik tőle. A kormányzó, amikor értesül fia új hivataláról, leborul előtte, és visszafogadja. Megtudván, hogy a kurtizánnak köszönheti mindezt, apja úgy határoz, hogy fia vegye feleségül a lányt.
|  | Itt a vége a cselekmény részletezésének! |

## Magyarul
- Po Hszin-csien: Egy léha nőcske története; ford. Viktor János; in: Klasszikus kínai elbeszélések; vál., bev. Tőkei Ferenc, ford. Csongor Barnabás et al., versford. Kalász Márton et al.; Európa, Bp., 1962 (A világirodalom klasszikusai)
- Egy léha nőcske története; in: A sárkánykirály lánya. Tang-kori történetek; angolból ford. Viktor János; Új Magyar Kiadó, Bp., 1956 (Népek meséi)